# Hormosinoides
Hormosinoides es un género de foraminífero bentónico de la subfamilia Reophacinae, de la familia Hormosinidae, de la superfamilia Hormosinoidea, del suborden Hormosinina y del orden Lituolida. Su especie tipo es Hormosinoides perpastus. Su rango cronoestratigráfico abarca el Holoceno. 

## Discusión
Clasificaciones previas incluían Hormosinoides en la familia Hormosinidae y en el suborden Textulariina del orden Textulariida o en el orden Lituolida sin diferenciar el suborden Hormosinina.

## Clasificación
Hormosinoides incluye a las siguientes especies:
- Hormosinoides insectus
- Hormosinoides perpastus
- Hormosinoides resimus